# Licio Gelli

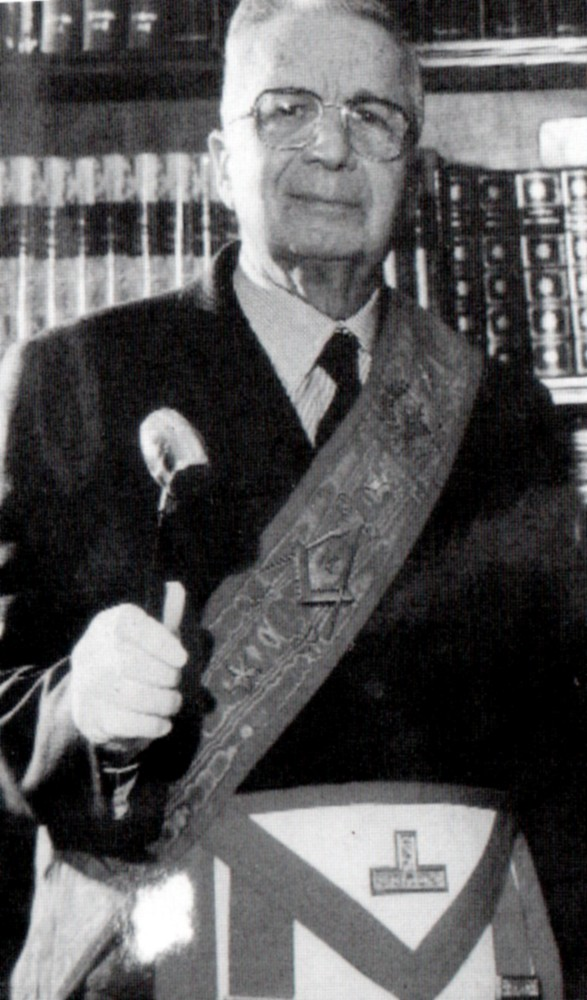
Licio Gelli

Licio Gelli, bijnaam: Il Puparo, The Puppet master, de poppenspeler (Pistoia, 21 april 1919 – Arezzo, 15 december 2015) was een grootmeester van het vrijmetselaarsgenootschap Propaganda Due (P2). Gelli was tevens lid van de Maltezer Orde.

## Levensloop
Tijdens Mussolini's bewind, meldde Gelli zich aan als vrijwilliger voor de Zwarthemden en werd naar Spanje gestuurd om Franco's troepen te ondersteunen in de Spaanse Burgeroorlog. Tijdens de Tweede Wereldoorlog werd hij  verbindingsofficier tussen de Italiaanse overheid en nazi-Duitsland, met onder zijn contacten onder andere Hermann Göring. Hoogstwaarschijnlijk is Gelli na de Tweede Wereldoorlog bij de CIA in dienst gekomen op aanbeveling van de Italiaanse geheime dienst.
Gelli wordt ervan verdacht een prominente rol te hebben gespeeld bij Operatie Gladio, een geheim “stay-behind” netwerk, opgericht en gefinancierd door CIA en NAVO met als doel de communisten in Italië na een eventuele machtsovername zo veel mogelijk dwars te zitten.
Bij een politie-inval in zijn villa in Arezzo ontdekte men een ledenlijst van de P2-groep met daarop diverse invloedrijke mensen, onder wie bijvoorbeeld Silvio Berlusconi. 
Gelli heeft diverse keren in het openbaar verklaard een persoonlijke vriend te zijn geweest van de vroegere president van Argentinië Juan Perón. Hij verklaarde hierbij ook dat deze vriendschap van wezenlijk belang was voor Italië.
Gelli’s naam wordt ook in verband gebracht met de moord op Roberto Calvi, de president van de Banco Ambrosiano. Op 19 juli 2005 werd Gelli aangeklaagd voor deze moord voor de Italiaanse rechtbank. Gelli legde een verklaring af voor de rechtbank, waarbij hij de schuld legde bij personen die via Calvi's Banco Ambrosiano betrokken waren bij het financieren van de Poolse Solidarność in opdracht van het Vaticaan.
Tijdens processen in de jaren 1990 werd een lijst van Gelli's bezittingen aangelegd: vastgoed in Italië en Frankrijk met een waarde van 5,5 miljoen euro in 2019 en 250 kilo goud, 8,5 miljoen Amerikaanse dollar, 15 miljoen euro en 117 miljoen Zwitserse frank bij verschillende Zwitserse banken. Later werd nog 165 kilogram goud gevonden in zes bloempotten op het terras van zijn villa in Arezzo. Gelli leidde een middelgrote kledingfabriek.